# Kallia
Kallia est une ville et une sous-préfecture de Guinée, rattachée à la préfecture de Forécariah et la région de Kindia. 

## Subdivision administrative
Les districts qui l'a compose sont entre autres Bokariah, Gberika, Maballa tana, Maliguia fori, Yenguissa, Kalemodia kalako. 

## Population
En 2016, le nombre d'habitants est estimé à 20 611, à partir d'une extrapolation officielle du recensement de 2014 qui en avait dénombré 19 272.